# Yahya Amqassim
Yahya Amqassim (arabiska: يحيى امقاسم), född 1971, är en saudisk författare. Han har gett ut två böcker, Saq al-Ghurab ("The Crow Leg", 2008) och Stories from Saudi Arabia (2004), och var en av de 39 arabiska författare under 40 år som valdes ut till antologin Beirut 39, huvudprojektet när Beirut var Unescos bokhuvudstad 2009.